# The War on Errorism
(NOFX - Franco Un-American - The War on Errorism)
The War on Errorism è un album della band punk NOFX edito nel 2003. Presenta forti critiche verso l'amministrazione politica americana di Bush.

## Tracce
1. The Separation of Church and Skate – 3:10
2. The Irrationality of Rationality – 2:32
3. Franco Un-American – 2:25
4. Idiots Are Taking Over – 3:23
5. She's Nubs – 2:05
6. Mattersville – 2:29
7. Decom-posuer – 2:54
8. Medio-core – 3:05
9. Anarchy Camp – 2:54
10. American Errorist (I Hate Hate Haters) – 1:52
11. We Got Two Jealous Agains – 2:04
12. 13 Stitches – 1:55
13. Regaining Unconsciousness – 2:39
14. Whoops, I Od'd – 2:50

## Formazione
- Fat Mike - basso e voce
- El Hefe - chitarra e voce
- Eric Melvin - chitarra e voce
- Erik Sandin - batteria